# Stomatosema biclaspettii
Stomatosema biclaspettii är en tvåvingeart som beskrevs av Kashyap 1989. Stomatosema biclaspettii ingår i släktet Stomatosema och familjen gallmyggor. Inga underarter finns listade i Catalogue of Life.